# Cosmos (Minnesota)
Cosmos és una població dels Estats Units a l'estat de Minnesota. Segons el cens del 2000 tenia 582 habitants.

## Demografia
Segons el cens del 2000, Cosmos tenia 582 habitants, 240 habitatges, i 154 famílies. La densitat de població era de 200,6 habitants per km².
Dels 240 habitatges en un 27,5% hi vivien nens de menys de 18 anys, en un 52,5% hi vivien parelles casades, en un 8,3% dones solteres, i en un 35,8% no eren unitats familiars. En el 28,8% dels habitatges hi vivien persones soles l'11,3% de les quals corresponia a persones de 65 anys o més que vivien soles. El nombre mitjà de persones vivint en cada habitatge era de 2,26 i el nombre mitjà de persones que vivien en cada família era de 2,73.
Per edats la població es repartia de la següent manera: un 20,8% tenia menys de 18 anys, un 7,9% entre 18 i 24, un 26,8% entre 25 i 44, un 21,1% de 45 a 60 i un 23,4% 65 anys o més.
L'edat mediana era de 42 anys. Per cada 100 dones de 18 o més anys hi havia 90,5 homes.
La renda mediana per habitatge era de 30.278 $ i la renda mediana per família de 36.750 $. Els homes tenien una renda mediana de 31.364 $ mentre que les dones 23.125 $. La renda per capita de la població era de 15.447 $. Entorn del 5,8% de les famílies i el 10% de la població estaven per davall del llindar de pobresa.

## Poblacions més properes
El següent diagrama mostra les poblacions més properes.